# Guadalupe Delgado Pineda
Guadalupe Delgado Pineda (Segle XIX - segle XX) fou una pedagoga i inspectora d'ensenyament de la II República vinculada a Alacant.

## Biografia
Amb l'arribada de la II República, s'eliminen de la Inspecció de Primera Ensenyança les zones masculines i femenines, es crea la Junta d'Inspectors i es realitza el repartiment de zones de manera igualitària entre els membres de les localitats de la província i dels barris de la capital alacantina. Guadalupe Delgado havia pres possessió del càrrec del 10 de gener de 1931. Compartirà la tasca amb tres dones més durant l'etapa republicana.
Va participar en les activitats de la Inspecció de cara a difondre idees, tendències i mètodes entre els mestres, com queda reflectit als seus articles tant al Boletín de la Inspección com alguna vegada a la premsa diària. En aquesta darrera es qüestiona la necessitat de formar mestres, tants com es puguen necessitar si s'acompleixen les expectatives sobre la quantitat d'escoles que es volen construir, ja que encara no s'havia publicat el Pla Professional del Magisteri. A més, va escriure sobre «Roberto Owen, pedagogo» i sobre la pedagogia de Cossío en articles teòrics de divulgació pedagògica. A «El cuento de la escuela» planteja els avantatges i les possibilitats d'utilitzar aquesta modalitat literària amb els xiquets, sobretot per als més xicotets, i també publica un conte escrit per ella, «Un xiquet, una princesa i un tresor».
El gener de 1934, va ser designada pels seus companys d'Inspecció per a formar part de la Junta de Protecció de Menors. Davant la dimissió presentada per l'inspector en cap, el Sr. Olmos, fou inclosa en una terna elevada a la Direcció General per nomenar nou inspector en cap, però no va ser escollida. Sí que ho fou per a fer una visita d'inspecció extraordinària a la Nucia. A més, va iniciar les gestions per a obrir una escola a la partida de l'Albir, d'Altea, el febrer de 1936. La trobem relacionada també amb l'àmbit de les colònies escolars, mitjançant el seu assessorament als consells locals de Primera Ensenyança.
Després de la guerra, va ser acusada per la depuració franquista de pertànyer a la FETE (sindicat de mestres de la UGT) i de «procedir de l'ILE» (Institución Libre de Enseñanza). El 1940 va ser sancionada amb el trasllat fora de la província, però va presentar un recurs i, al cap de sis mesos, va recuperar el seu lloc a Alacant, formant part de la Junta d'Inspecció. Posteriorment, va publicar en el Boletín de Educación franquista sobre què s'esperava de l'escola i sobre l'analfabetisme.
Va continuar treballant en la Inspecció almenys fins al 1942 i formava part de la Junta que presidia Virtudes Abenza. El 1964 ja no figura a la nòmina d'Inspecció de la província.